# Syrena (film 1947)
Syrena (cz. Siréna) – czechosłowacki dramat społeczny z 1947 roku w reżyserii Karela Steklý'ego. Adaptacja powieści pod tym samym tytułem autorstwa Marie Majerovej.
Obraz zdobył Międzynarodową Nagrodę Główną, czyli odpowiednik późniejszego Złotego Lwa, na 8. MFF w Wenecji. Jest nadal jedynym filmem czeskim wyróżnionym tą nagrodą.

## Fabuła
Propagandowy film opisujący robotniczy strajk z 1889 roku w czeskim mieście górniczym Kladno. Związkowcy strajkują z powodu niskich zarobków. Jednakże dyrektor kopalni nasyła na nich żandarmerię, a gdy do strajku dołączają hutnicy, decyduje się na brutalne stłumienie buntu. Córka głównych bohaterów, młoda Emča Hudcová, zostaje przypadkowo postrzelona podczas plądrowania willi dyrektora kopalni i staje się symbolem cierpienia klasy robotniczej w walce z kapitalizmem.

## Obsada
- Ladislav Boháč – Hudec
- Marie Vášová – Hudcová
- Oleg Reif – Rudolf
- Nadězda Gajerová – Růžena
- Pavla Suchá – Emča
- Josef Bek – Karel Hampl
- Bedřich Karen – Bacher
- Josef Dekoj – Černý
- Věra Kalendová – Černá
- Lída Matoušková – Kazdová[4]

## Produkcja
Zdjęcia do filmu kręcono w Kladnie.